# Heteroculpinia
Heteroculpinia là một chi bướm đêm thuộc họ Geometridae.